# Fumetti di Guerre stellari

Copertina dell'albo Star Wars Omnibus, pubblicato da Panini Comics, che riprende nello stile e nei contenuti la prima serie a fumetti Star Wars di Marvel Comics

La serie di film di Guerre stellari, ideata da George Lucas, ha dato vita a una ricca produzione di fumetti. Essi abbracciano un vasto intervallo narrativo, che copre eventi trattati sia negli stessi film sia periodi remoti e futuri della cronologia fittizia della saga.
Fumetti e romanzi grafici hanno fatto parte dell'Universo espanso di Guerre stellari. Dopo l'acquisizione della Lucasfilm da parte della The Walt Disney Company e la rinomina dell'Universo espanso nel nuovo marchio Star Wars Legends, tutto il materiale cartaceo prodotto fino ad allora è stato escluso dalla continuity della saga. I nuovi fumetti sono coordinati da LucasFilm Story Group, il team creativo che si occupa di definire il canone per tutti i prodotti mediatici della saga. Alcune parti dello Star Wars Legends potrebbero inoltre tornare a far parte del canone, come ad esempio nel caso del fumetto Darth Maul - Figlio di Dathomir, unico fumetto del vecchio Universo espanso ad entrare nel nuovo canone in quanto basato sulla sceneggiatura di episodi della serie televisiva Star Wars: The Clone Wars mai trasmessi.
Il primo fumetto ispirato alla saga di Guerre stellari è stato il primo numero della serie Star Wars, pubblicato nel 1977 da Marvel Comics. I diritti per la pubblicazione esclusiva dei fumetti di Guerre stellari sono stati mantenuti da Marvel Comics dal 1977 fino al 1991, anno in cui sono passati a Dark Horse Comics. A partire dal 2015 i diritti sono tornati in mano alla Marvel che ha annunciato e pubblicato i primi fumetti canonici della nuova continuity.

## Storia editoriale
Nel 1975 la Lucasfilm contattò il direttore della Marvel Comics Stan Lee, proponendo la pubblicazione di un fumetto di Guerre stellari che precedesse l'uscita del film, in modo da attirare e incuriosire il pubblico che con maggior probabilità si sarebbe interessato al lungometraggio. Lee declinò inizialmente l'offerta, rifiutando di avventurarsi nel progetto prima del completamento del film, ma in seguito si convinse anche grazie all'intercessione di Roy Thomas, che era interessato a curare la serie. Considerando che fumetti tie-in a film raramente ottenevano buoni livelli di vendite, Lee spuntò un accordo che non prevedeva royalties alla Lucasfilm fintanto che le vendite non avessero superato le 100 000 copie.
Il 12 aprile 1977 quindi, un mese prima dell'uscita del film Guerre stellari, la Marvel mise in commercio il primo volume della serie a fumetti Star Wars. Essa continuò fino al 1986, contando in totale 107 numeri e 3 speciali annuali. Il fumetto si rivelò subito un successo, salvando — a detta del caporedattore Jim Shooter — la Marvel da un tracollo finanziario nel 1977-1978 e risultando uno dei titoli più venduti nel biennio 1979-1980. La soglia delle 100 000 copie vendute venne presto oltrepassata, permettendo alla Lucasfilm di rinegoziare l'accordo con Marvel Comics in modo vantaggioso e da una posizione di forza. Sebbene la maggior parte dei numeri contenesse storie originali, i primi sei volumi della serie adattavano gli eventi del primo film e i numeri dal 39 al 44 L'Impero colpisce ancora. L'adattamento de Il ritorno dello Jedi non trovò invece posto sulle pagine della rivista e venne pubblicato a parte nella miniserie Il ritorno dello Jedi.
Nel 1991 Dark Horse Comics entrò in possesso dei diritti per la creazione di fumetti sulla saga e pubblicò le prime serie tra cui Star Wars: Dark Empire, Le cronache dei Jedi e Ala-X Squadriglia Rogue. A esse fecero seguito serie più lunghe, come Republic (1998), Tales (1999), Empire (2002), Tempi oscuri (2006), Knights of the Old Republic (2006) e Eredità (2006). A partire dal 2010 Dark Horse cambiò strategia commerciale, puntando sulle miniserie a fumetti, che presentavano il vantaggio di poter essere interrotte nel caso in cui le vendite non avessero soddisfatto le aspettative e di poter essere create in gran numero senza gravare eccessivamente sulle tasche degli acquirenti. Videro così la luce, tra gli altri, The Old Republic, Il cavaliere errante, Agent of the Empire e L'alba degli Jedi.
In seguito all'acquisizione di Lucasfilm da parte di The Walt Disney Company, la compagnia annunciò il 3 gennaio 2014 che i diritti per la commercializzazione di fumetti e graphic novel di Guerre stellari sarebbero stati trasferiti a partire dal 2015 da Dark Horse Comics nuovamente a Marvel Comics, che nel 2009 era stata acquistata proprio dalla Disney. Oltre a ripubblicare materiale precedente e inedito sotto il marchio Star Wars Legends, con la sola eccezione di Star Wars: Darth Maul - Figlio di Dathomir, la Marvel ha anche messo in cantiere diverse serie a fumetti inserite nella nuova continuity della serie.

### Edizioni italiane
Il primo editore italiano dei fumetti di Guerre stellari fu Mondadori, che iniziò nel novembre 1977 la pubblicazione di Star Wars con il titolo Guerre stellari ma che la interruppe nell'ottobre 1979 dopo quattordici numeri, corrispondenti ai primi 28 albi della serie originale. Dopo alcune iniziative editoriali limitate, Magic Press rilevò i diritti dei fumetti Dark Horse Comics e pubblicò dal 1997 al 2003 gli adattamenti dei film della trilogia originale, L'ombra dell'Impero e il suo seguito, Le cronache dei Jedi, la serie Dark Empire, intitolata Il lato oscuro della forza, La vendetta dell'imperatore e La fine dell'impero, la serie della Trilogia di Thrawn, le prime due serie de L'impero cremisi, Ala-X Squadriglia Rogue, e altre serie minori. Tra il 2000 e il 2001 l'editore curò inoltre l'adattamento italiano delle versioni manga dei film della trilogia originale e de La minaccia fantasma, pubblicate in Giappone da MediaWorks e da Shogakukan. Gli adattamenti a fumetti de La minaccia fantasma e L'attacco dei cloni vennero editi invece da Fabbri Editori rispettivamente nel 1999 e 2002.
Nel 2005 Panini Comics entrò in possesso dei diritti e iniziò la pubblicazione di molte serie inedite in volumi brossurati nelle collane 100% Cult Comics e 100% Panini Comics. Videro così la luce: La vendetta dei Sith, Obsession, Rebellion, gli otto volumi della serie Republic pubblicati con il titolo de Le guerre dei cloni, The Old Republic, Eredità, Tempi oscuri, Knights of the Old Republic, Cavaliere errante, Invasione, Eredità II e L'alba degli Jedi. Dal 2012 al 2015 venne pubblicato inoltre un mensile antologico spillato che conteneva tre storie di altrettante serie, che venne stampato per 34 numeri e che portò alla pubblicazione di diverse serie brevi. Terminata questa pubblicazione, nel 2015 iniziò una nuova collana mensile, Star Wars Legends, curata da Panini Comics in collaborazione con La Gazzetta dello Sport, che durò per 90 numeri. La collana conteneva alcune ristampe di vecchie serie Magic Press o 100% Panini Comics e anche materiale inedito. Ogni volume tuttavia poteva contenere al suo interno più serie; era spesso intitolato in modo creativo, così che non fosse sempre lampante il legame tra titolo e serie contenute al suo interno; e la pubblicazione non seguiva un ordine preciso, così che alcune serie rimasero incomplete e risultava difficile seguire una serie nella sua interezza o risalire a quale originale statunitense facesse riferimento. Infine Panini pubblicò anche delle raccolte in formato omnibus delle serie Star Wars del 1977, raccolta in cinque volumi insieme alla miniserie Il ritorno dello Jedi, Le guerre dei cloni, e La saga dell'Impero cremisi, che in un volume unico raccoglieva le ristampe de L'Impero cremisi e L'Impero cremisi II - Consiglio di sangue, e l'inedito L'Impero cremisi III - L'Impero perduto.
Con il ritorno dei diritti di pubblicazione dei fumetti alla Marvel Comics nel 2015 e l'inaugurazione del nuovo canone, Panini Comics ha avviato un'iniziativa editoriale per raccogliere tutte le nuove serie statunitensi in albi cartonati o brossurati nella collana Star Wars Collection. In contemporanea sono state inaugurate due collane di spillati mensili, intitolate Star Wars e Darth Vader, che raccolgono diverse serie regolari e miniserie poi pubblicate anche in albi monografici, e una collana di raccolte pubblicata in collaborazione con La Gazzetta dello Sport.  Panini ha comunque continuato a ristampare anche vecchie serie dell'Universo espanso sotto il marchio Star Wars Legends.

## Fumetti canonici
| Titolo                                                                                          | Volumi | Data di uscita                 | Cronologia interna | Fonte  |
| ----------------------------------------------------------------------------------------------- | ------ | ------------------------------ | ------------------ | ------ |
| Star Wars: Darth Maul - Figlio di Dathomir (Star Wars: Darth Maul - Son of Dathomir)            | 4      | maggio 2014 – agosto 2014      | 19 BBY             | [ 14 ] |
| Star Wars                                                                                       | 75     | gennaio 2015 – novembre 2019   | 0-3 ABY            | [ 15 ] |
| Star Wars: Darth Vader                                                                          | 25     | febbraio 2015 – ottobre 2016   | 0-3 ABY            | [ 16 ] |
| Star Wars: Principessa Leia (Star Wars: Princess Leia)                                          | 5      | marzo 2015 – luglio 2015       | 0 ABY              | [ 17 ] |
| Star Wars: Kanan                                                                                | 12     | aprile 2015 – marzo 2016       | 22-4 BBY           | [ 18 ] |
| Star Wars: Lando                                                                                | 5      | luglio 2015 – ottobre 2015     | 1-3 ABY            | [ 19 ] |
| Star Wars: L'Impero a pezzi (Star Wars: Shattered Empire)                                       | 4      | settembre 2015 – ottobre 2015  | 4-5 ABY            | [ 20 ] |
| Star Wars: Chewbacca                                                                            | 5      | ottobre 2015 – dicembre 2015   | 0 ABY              | [ 21 ] |
| Star Wars: Obi-Wan & Anakin                                                                     | 5      | gennaio 2016 – maggio 2016     | 29 BBY             | [ 22 ] |
| Star Wars: Poe Dameron                                                                          | 31     | aprile 2016 – settembre 2018   | 32-34 ABY          | [ 23 ] |
| Star Wars: C-3PO (Star Wars Special: C-3PO)                                                     | 1      | aprile 2016                    | ante 34 ABY        | [ 24 ] |
| Star Wars: Han Solo                                                                             | 5      | giugno 2016 – novembre 2016    | 1-3 ABY            | [ 25 ] |
| Star Wars: Il risveglio della Forza (Star Wars: The Force Awakens Adaptation)                   | 6      | giugno 2016 – novembre 2016    | 34 ABY             | [ 26 ] |
| Star Wars: Dottoressa Aphra (Star Wars: Doctor Aphra)                                           | 40     | dicembre 2016 – dicembre 2019  | 1-3 ABY            | [ 27 ] |
| Star Wars: Darth Maul                                                                           | 5      | febbraio 2017 – luglio 2017    | ante 32 BBY        | [ 28 ] |
| Rogue One: A Star Wars Story (Star Wars: Rogue One Adaptation)                                  | 6      | aprile 2017 – settembre 2017   | 0 BBY              | [ 29 ] |
| Star Wars: Darth Vader: Signore oscuro dei Sith (Star Wars: Darth Vader: Dark Lord of the Sith) | 25     | giugno 2017 – dicembre 2018    | 19-12 BBY          | [ 30 ] |
| Star Wars: Jedi della Repubblica - Mace Windu (Star Wars: Jedi of the Republic - Mace Windu)    | 5      | agosto 2017 – dicembre 2017    | 22 BBY             | [ 31 ] |
| Star Wars: Capitano Phasma (Star Wars: Captain Phasma)                                          | 4      | settembre 2017 – ottobre 2017  | 34 ABY             | [ 32 ] |
| Star Wars: Thrawn                                                                               | 6      | febbraio 2018 – luglio 2018    | 11-2 BBY           | [ 33 ] |
| Star Wars: Gli ultimi Jedi (Star Wars: The Last Jedi Adaptation)                                | 6      | maggio 2018 – settembre 2018   | 34 ABY             | [ 34 ] |
| Star Wars: Lando - Lascia o raddoppia (Star Wars: Lando - Double or Nothing)                    | 5      | maggio 2018 – settembre 2018   | 13 BBY             | [ 35 ] |
| Solo: A Star Wars Story (Solo: A Star Wars Story Adaptation)                                    | 7      | ottobre 2018 – aprile 2019     | 13-10 BBY          | [ 36 ] |
| Han Solo: Cadetto imperiale (Star Wars: Han Solo - Imperial Cadet)                              | 5      | novembre 2018 – marzo 2019     | 13-10 BBY          | [ 37 ] |
| Star Wars: L'età della Repubblica (Star Wars: Age of Republic)                                  | 9      | dicembre 2018 – marzo 2019     | 32-19 BBY          |        |
| Star Wars: Vader - Dark Visions                                                                 | 5      | marzo 2019 – giugno 2019       | 19 BBY-4 ABY       | [ 38 ] |
| Star Wars: L'età della Ribellione (Star Wars: Age of Rebellion)                                 | 9      | aprile 2019 – giugno 2019      | 0 BBY-4 ABY        |        |
| Star Wars: Caccia TIE (Star Wars: TIE Fighter)                                                  | 5      | aprile 2019 – agosto 2019      | 3-4 ABY            | [ 39 ] |
| Star Wars: Galaxy's Edge – Ai margini della Galassia (Star Wars: Galaxy's Edge)                 | 5      | aprile 2019 – agosto 2019      | 34 ABY             | [ 40 ] |
| Star Wars: Obiettivo Vader (Star Wars: Target Vader)                                            | 6      | luglio 2019 – dicembre 2019    | ante 3 ABY         | [ 41 ] |
| Star Wars: L'età della Resistenza (Star Wars: Age of Resistance)                                | 9      | luglio 2019 – settembre 2019   | 34 ABY             |        |
| Star Wars: Jedi Fallen Order - Dark Temple                                                      | 5      | settembre 2019 – dicembre 2019 | 14 BBY             | [ 42 ] |
| Star Wars: Lealtà (Star Wars: Allegiance)                                                       | 4      | ottobre 2019                   | 34 ABY             | [ 43 ] |
| Star Wars: L'ascesa di Kylo Ren (Star Wars: The Rise of Kylo Ren)                               | 4      | dicembre 2019 – marzo 2020     | 28 ABY             | [ 44 ] |
| Star Wars (2020)                                                                                | 50     | gennaio 2020 – settembre 2024  | 3 ABY              | [ 45 ] |
| Star Wars: Darth Vader (2020)                                                                   | 50     | febbraio 2020 – settembre 2024 | 3-4 ABY            | [ 46 ] |
| Star Wars: Cacciatori di taglie (Star Wars: Bounty Hunters)                                     | 42     | marzo 2020 – gennaio 2024      | 3-4 ABY            | [ 47 ] |
| Star Wars: Doctor Aphra (2020)                                                                  | 40     | maggio 2020 – gennaio 2024     | 3-4 ABY            | [ 48 ] |
| Star Wars: L'Alta Repubblica (Star Wars: The High Republic)                                     | 15     | gennaio 2021 – marzo 2022      | circa 232-200 BBY  | [ 49 ] |
| Star Wars: War of the Bounty Hunters                                                            | 5      | giugno 2021 – novembre 2021    | 3-4 ABY            | [ 50 ] |
| Star Wars: Han Solo & Chewbacca                                                                 | 10     | marzo 2021 – marzo 2023        | 8-2 BBY            | [ 51 ] |
| Star Wars: Crimson Reign                                                                        | 5      | dicembre 2021 – giugno 2022    | 3-4 ABY            | [ 52 ] |
| Star Wars: Halcyon Legacy                                                                       | 5      | febbraio 2022 – agosto 2022    | 35 ABY             | [ 53 ] |
| Star Wars: Obi-Wan                                                                              | 5      | maggio 2022 – settembre 2022   | circa 1 BBY        | [ 54 ] |
| Star Wars: L'Alta Repubblica (2022) (Star Wars: The High Republic (2022))                       | 10     | ottobre 2022 – maggio 2023     | 382 BBY            | [ 55 ] |
| Star Wars: L'Alta Repubblica (2023) (Star Wars: The High Republic (2023))                       | 10     | novembre 2023 – agosto 2024    | 229 BBY            | [ 56 ] |

## Fumetti dell'Universo espanso
| Titolo | Volumi | Data di uscita                 | Cronologia interna | Fonti           |
| --- | ------ | ------------------------------ | ------------------ | --------------- |
| Star Wars | 107    | aprile 1977 – maggio 1986      | 0 BBY–5 ABY        | [ 57 ]          |
| Il ritorno dello Jedi (Star Wars: Return of the Jedi)                                                                               | 4      | ottobre 1983 – gennaio 1984    | 4 ABY              | [ 58 ]          |
| Star Wars: Ewoks | 14     | maggio 1985 – luglio 1987      | 3,5 ABY            | [ 59 ]          |
| Star Wars: Droids | 8      | aprile 1986 – giugno 1987      | 15-0 BBY           | [ 60 ]          |
| Star Wars: Il lato oscuro della Forza (Dark Empire)                                                                                 | 6      | dicembre 1991 – ottobre 1992   | 10 ABY             | [ 61 ] [ 62 ]   |
| Le cronache dei Jedi (Star Wars: Tales of the Jedi)                                                                                 | 35     | ottobre 1993 – novembre 1998   | 5.000-3.986 BBY    | [ 63 ] [ 64 ]   |
| Star Wars: Droidi (Star Wars: Droids)                                                                                               | 17     | aprile 1994 – settembre 1997   | 5 BBY              | [ 65 ] [ 66 ]   |
| Star Wars: La vendetta dell'Imperatore (Dark Empire II)                                                                             | 6      | dicembre 1994 – maggio 1995    | 10 ABY             | [ 67 ] [ 68 ]   |
| Star Wars: Jabba the Hutt | 4      | aprile 1995 – febbraio 1996    | 5-0 BBY            | [ 69 ] [ 70 ]   |
| River of Chaos | 4      | giugno 1995 – ottobre 1995     | 0 ABY              | [ 71 ] [ 72 ]   |
| Ala-X Squadriglia Rogue (Star Wars: X-Wing Rogue Squadron)                                                                          | 35     | luglio 1995 – novembre 1998    | 4-5 ABY            | [ 73 ] [ 74 ]   |
| Star Wars: La fine dell'Impero (Empire's End)                                                                                       | 2      | ottobre 1995 – novembre 1995   | 11 ABY             | [ 75 ] [ 76 ]   |
| L'erede dell'Impero (Heir to the Empire)                                                                                            | 6      | ottobre 1995 – aprile 1996     | 9 ABY              | [ 77 ] [ 78 ]   |
| La gemma di Kaiburr (Splinter of the Mind's Eye)                                                                                    | 4      | dicembre 1995 – giugno 1996    | 2 ABY              | [ 79 ] [ 80 ]   |
| L'ombra dell'Impero (Shadows of the Empire)                                                                                         | 6      | maggio 1996 – ottobre 1996     | 3,5 ABY            | [ 81 ] [ 82 ]   |
| Sfida alla Nuova Repubblica (Dark Force Rising)                                                                                     | 6      | maggio 1997 – ottobre 1997     | 9 ABY              | [ 83 ] [ 84 ]   |
| Star Wars Episodio IV - Una nuova speranza (スター・ウォーズ 新たなる希望?, Sutā Wōzu: Aratanaru kibō)                              | 2      | luglio 1997 – agosto 1997      | 0 BBY              | [ 85 ] [ 86 ]   |
| L'ultima missione (The Last Command)                                                                                                | 6      | novembre 1997 – luglio 1998    | 9 ABY              | [ 87 ] [ 88 ]   |
| L'Impero cremisi (Crimson Empire)                                                                                                   | 6      | dicembre 1997 – maggio 1998    | 11 ABY             | [ 89 ] [ 90 ]   |
| L'ombra dell'Impero: Evoluzione (Shadows of the Empire: Evolution)                                                                  | 5      | febbraio 1998 – giugno 1998    | 4 ABY              | [ 91 ] [ 92 ]   |
| Star Wars Episodio V - L'Impero colpisce ancora (スター・ウォーズ 帝国の逆襲?, Sutā Wōzu: Teikoku no gyakushū)                      | 2      | aprile 1998                    | 3 ABY              | [ 93 ] [ 94 ]   |
| Star Wars Episodio VI - Il ritorno dello Jedi (スター・ウォーズ ジェダイの復讐?, Sutā Wōzu: Jedai no fukushū)                       | 2      | aprile 1998                    | 4 ABY              | [ 95 ] [ 96 ]   |
| Mara Jade: La mano dell'imperatore (Mara Jade: By the Emperor's Hand)                                                               | 6      | agosto 1998 – febbraio 1999    | 4 ABY              | [ 97 ] [ 98 ]   |
| Accademia Jedi: Leviatano (Jedi Academy: Leviathan)                                                                                 | 4      | ottobre 1998 – gennaio 1999    | 12 ABY             | [ 99 ] [ 100 ]  |
| L'Impero cremisi II - Consiglio di sangue (Crimson Empire II: Council of Blood)                                                     | 6      | novembre 1998 – aprile 1999    | 11 ABY             | [ 101 ] [ 102 ] |
| Star Wars: Republic | 83     | dicembre 1998 – febbraio 2006  | 33-19 BBY          | [ 104 ] [ 105 ] |
| Boba Fett: Nemico dell'Impero (Boba Fett: Enemy of the Empire)                                                                      | 4      | gennaio 1999 – aprile 1999     | 3 BBY              | [ 106 ] [ 107 ] |
| Darth Vader (Vader's Quest) | 4      | febbraio 1999 – maggio 1999    | 0 ABY              | [ 108 ] [ 109 ] |
| Star Wars: Episodio I - La minaccia fantasma (Star Wars: Episode I - The Phantom Menace)                                            | 4      | maggio 1999                    | 32 BBY             | [ 110 ] [ 111 ] |
| Star Wars Episodio I - La minaccia fantasma (スター・ウォーズ エピソード1 ファントム・メナス?, Sutā Wōzu: Episōdo 1 Fantomu Menasu) | 1      | 1999                           | 32 BBY             |                 |
| Star Wars: Matrimonio (Star Wars: Union)                                                                                            | 4      | novembre 1999 – febbraio 2000  | 19 ABY             | [ 112 ] [ 113 ] |
| Jedi Council: Acts of War | 4      | giugno 2000 – settembre 2000   | 33 BBY             | [ 114 ] [ 115 ] |
| Star Wars: Darth Maul | 4      | settembre 2000 – dicembre 2000 | 32,5 BBY           | [ 116 ] [ 117 ] |
| Qui-Gon and Obi-Wan: Last Stand on Ord Mantell                                                                                      | 3      | dicembre 2000 – marzo 2001     | 37 BBY             | [ 118 ] [ 119 ] |
| Underworld: The Yavin Vassilika | 5      | dicembre 2000 – giugno 2001    | 1 BBY              | [ 120 ] [ 121 ] |
| Star Wars: Chewbacca | 4      | gennaio 2001 – aprile 2001     | 25 ABY             | [ 122 ] [ 123 ] |
| Star Wars: Jedi vs. Sith | 6      | aprile 2001 – settembre 2001   | 1.000 BBY          | [ 124 ] [ 125 ] |
| Jedi Quest | 4      | settembre 2001 – dicembre 2001 | 28 BBY             | [ 126 ] [ 127 ] |
| Starfighter: Crossbones | 3      | gennaio 2002 – marzo 2002      | 24 BBY             | [ 128 ] [ 129 ] |
| Qui-Gon and Obi-Wan: The Aurorient Express                                                                                          | 2      | febbraio 2002 – giugno 2002    | 38 BBY             | [ 130 ] [ 131 ] |
| Star Wars: Episodio II - L'attacco dei cloni (Star Wars: Episode II - Attack of the Clones)                                         | 4      | aprile 2002 – maggio 2002      | 22 BBY             | [ 132 ] [ 133 ] |
| Jango Fett: Open Seasons | 4      | maggio 2002 – settembre 2002   | 32 BBY             | [ 134 ] [ 135 ] |
| Star Wars: Empire | 40     | settembre 2002 – marzo 2006    | 1 BBY-0 ABY        | [ 136 ] [ 137 ] |
| Star Wars: Jedi | 5      | febbraio 2003 – luglio 2004    | 22-21 BBY          | [ 138 ] [ 139 ] |
| Star Wars: Clone Wars Adventures | 10     | luglio 2004 – dicembre 2007    | 22-19 BBY          | [ 140 ] [ 141 ] |
| Star Wars: Obsession | 5      | novembre 2004 – maggio 2005    | 19 BBY             | [ 142 ] [ 143 ] |
| Star Wars: Episodio III - La vendetta dei Sith (Star Wars: Revenge of the Sith)                                                     | 4      | marzo 2005 – aprile 2005       | 19 BBY             | [ 144 ] [ 145 ] |
| Star Wars: Generale Grievous (Star Wars: General Grievous)                                                                          | 4      | marzo 2005 – luglio 2005       | 20 BBY             | [ 146 ] [ 147 ] |
| X-Wing: Rogue Leader | 3      | settembre 2005 – dicembre 2005 | 4 ABY              | [ 148 ] [ 149 ] |
| Star Wars: Purga (Star Wars: Purge)                                                                                                 | 5      | dicembre 2005 – gennaio 2013   | 19 BBY             | [ 150 ] [ 151 ] |
| Knights of the Old Republic | 50     | gennaio 2006 – febbraio 2010   | 3.964-3.963 BBY    | [ 152 ] [ 153 ] |
| Star Wars: Rebellion | 16     | aprile 2006 – agosto 2008      | 0 ABY              | [ 154 ] [ 155 ] |
| Star Wars: Eredità (Star Wars: Legacy)                                                                                              | 50     | giugno 2006 – agosto 2010      | 130-138 ABY        | [ 156 ] [ 157 ] |
| Star Wars: Tempi oscuri (Star Wars: Dark Times)                                                                                     | 32     | novembre 2006 – dicembre 2013  | 19 BBY             | [ 158 ] [ 159 ] |
| Star Wars - Il potere della Forza (Star Wars: The Force Unleashed)                                                                  | 1      | agosto 2008                    | 2 BBY              | [ 160 ]         |
| Star Wars: The Clone Wars | 12     | settembre 2008 – gennaio 2010  | 21 BBY             | [ 161 ] [ 162 ] |
| Star Wars: Invasione (Star Wars: Invasion)                                                                                          | 16     | luglio 2009 – novembre 2011    | 25 ABY             | [ 163 ] [ 164 ] |
| Star Wars: The Old Republic | 11     | luglio 2010 – ottobre 2011     | 3.678-3.643 BBY    | [ 165 ] [ 166 ] |
| Star Wars: Legami di sangue (Star Wars: Blood Ties)                                                                                 | 8      | agosto 2010 – luglio 2012      | 22-1 BBY           | [ 167 ] [ 168 ] |
| Star Wars - Il potere della Forza II (Star Wars: The Force Unleashed II)                                                            | 1      | settembre 2010                 | 1 BBY              | [ 169 ]         |
| Star Wars: Cavaliere errante (Star Wars: Knight Errant)                                                                             | 15     | ottobre 2010 – ottobre 2012    | 1.032 BBY          | [ 170 ] [ 171 ] |
| Star Wars: Eredità - Guerra (Star Wars: Legacy - War)                                                                               | 6      | dicembre 2010 – maggio 2011    | 138 ABY            | [ 172 ] [ 173 ] |
| Dart Fener e lo squadrone perduto (Star Wars: Darth Vader and the Lost Command)                                                     | 5      | gennaio 2011 – maggio 2011     | 19 BBY             | [ 174 ] [ 175 ] |
| L'Impero cremisi III - L'Impero perduto (Star Wars: Crimson Empire III - Empire Lost)                                               | 6      | ottobre 2011 – aprile 2012     | 13 ABY             | [ 176 ] [ 177 ] |
| Star Wars: Agente dell'Impero (Star Wars: Agent of the Empire)                                                                      | 10     | dicembre 2011 – febbraio 2013  | 3-0 BBY            | [ 178 ] [ 179 ] |
| Knights of the Old Republic: Guerra (Knights of the Old Republic: War)                                                              | 5      | gennaio 2012 – maggio 2012     | 3.962 BBY          | [ 180 ] [ 181 ] |
| L'alba degli Jedi (Star Wars: Dawn of the Jedi)                                                                                     | 15     | febbraio 2012 – marzo 2014     | 25.793 BBY         | [ 182 ] [ 183 ] |
| Dart Fener e la prigione fantasma (Star Wars: Darth Vader and the Ghost Prison)                                                     | 5      | maggio 2012 – settembre 2012   | 19 BBY             | [ 184 ] [ 185 ] |
| Darth Maul: Sentenza di morte (Star Wars: Darth Maul - Death Sentence)                                                              | 4      | luglio 2012 – ottobre 2012     | 20 BBY             | [ 186 ] [ 187 ] |
| Star Wars: Lost Tribe of the Sith - Spiral                                                                                          | 5      | agosto 2012 – dicembre 2012    | 2.974 BBY          | [ 188 ] [ 189 ] |
| Star Wars | 20     | gennaio 2013 – agosto 2014     | 0 ABY              | [ 190 ] [ 191 ] |
| Star Wars: Eredità - Volume II (Star Wars: Legacy Volume 2)                                                                         | 18     | marzo 2013 – agosto 2014       | 138-140 ABY        | [ 192 ] [ 193 ] |
| Dart Fener e il nono assassino (Star Wars: Darth Vader and the Ninth Assassin)                                                      | 5      | aprile 2013 – agosto 2013      | 19 BBY             | [ 194 ] [ 195 ] |
| Dart Fener e il pianto delle ombre (Star Wars: Darth Vader and the Cry of Shadows)                                                  | 5      | dicembre 2013 – aprile 2014    | 17 BBY             | [ 196 ] [ 197 ] |
| Star Wars: Colpo ribelle (Star Wars: Rebel Heist)                                                                                   | 4      | aprile 2014 – luglio 2014      | 0-3 ABY            | [ 198 ] [ 199 ] |